# Piz Radönt
Piz Radönt är en bergstopp i Schweiz.   Den ligger i regionen Engiadina Bassa/Val Müstair och kantonen Graubünden, i den östra delen av landet, 190 km öster om huvudstaden Bern. Toppen på Piz Radönt är 3 065 meter över havet, eller 186 meter över den omgivande terrängen. Bredden vid basen är 1,7 km.
Terrängen runt Piz Radönt är bergig österut, men västerut är den kuperad. Närmaste större samhälle är Davos, 12,9 km nordväst om Piz Radönt. 
Trakten runt Piz Radönt består i huvudsak av gräsmarker. Runt Piz Radönt är det mycket glesbefolkat, med 4 invånare per kvadratkilometer.